# Continuous wave (binær modulationsform)
 For alternative betydninger, se Continuous wave. (Se også artikler, som begynder med Continuous wave)
Continuous wave (hyppigt forkortet til CW) og mindre kendt men mere rigtigt interrupted continuous wave (forkortet til ICW) er en modulationsform til brug for radiokommunikation. Modulationsformen anvendes mest til morsekode.
CW er den simpleste måde at tilføre information til et radiosignal, idet der enten er bærebølge eller ikke. Man tænder og slukker i princippet blot radiosenderens sendesignal, dog lavpasfiltreres modulationssignalet, så den anvendte båndbredde kun er nogle få hundreder Hertz. Ved Morsesending anvendes hyppigst en Morsenøgle til at tænde og slukke sendesignalet, som så kaldes et morsesignal.